# Athos (Pyrénées-Atlantiques)
Pour les articles homonymes, voir Athos.
Athos est une ancienne commune française du département des Pyrénées-Atlantiques. Le 10 janvier 1842, la commune fusionne avec Aspis pour former la nouvelle commune d'Athos-Aspis.

## Géographie
Au nord du département, le village est situé à l'ouest de Sauveterre-de-Béarn.

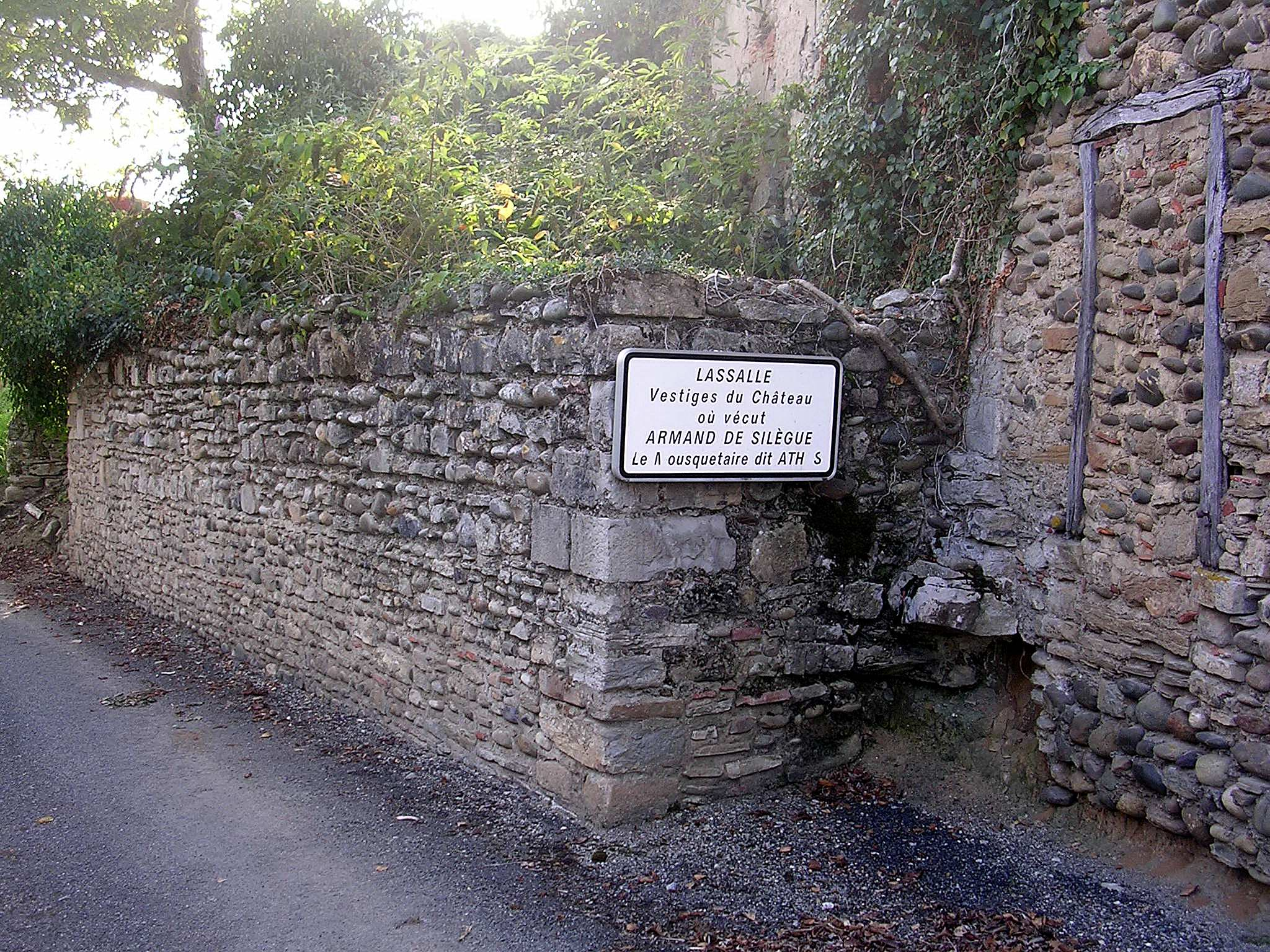
Vestiges du château d'Athos-Aspis, où vécut le mousquetaire Athos

## Toponymie
Le toponyme Athos apparaît sous les formes 
Atos (XIe siècle, d'après Pierre de Marca) et 
Sent Per d'Atos (1472, notaires de Labastide-Villefranche).
Son nom béarnais est Atos.

## Histoire
Paul Raymond note qu'en 1385 Athos comptait 19 feux et dépendait du bailliage de Sauveterre.
Pendant la Réforme, le curé d'Athos fut massacré dans son église et le village adopta les nouvelles idées.
Le village est la patrie d'Armand Sillègue d'Athos, le célèbre mousquetaire de la garde royale, fils cadet d'Adrien de Sillègue, seigneur d'Athos et d'Auteville. Ce mousquetaire, homme d'épée rendu célèbre par le roman d'Alexandre Dumas sous le nom d'Athos, est mort à Paris en 1643. L'ancienne abbaye, dédiée à saint Martin de Sunarthe et devenue par la suite seigneurie, a appartenu à une branche des ascendants des Sillègue d'Athos.

## Démographie
| 1793 | 1800 | 1806 | 1821 | 1831 | 1836 |
| ---- | ---- | ---- | ---- | ---- | ---- |
| 244  | 242  | 328  | 339  | 182  | 275  |

## Culture locale et patrimoine

### Patrimoine civil
À Athos, outre l'église d'origine romane, se dressent l'ancien fief de Moliède d'Athos où se trouvait un bac célèbre et les ruines d'un moulin.

### Patrimoine religieux
- l'église Saint-Pierre d'Athos-Aspis d'origine romane. On y trouve un bénitier renaissance et une Vierge en bois polychrome. Derrière l'autel se trouve la  sépulture de Jeanne du Peyrer « dame d'Athos et d'Aspis » mère du mousquetaire. Le portail renaissance possède un chrisme du XIVe siècle à l'envers (sans doute pierre de réemploi).
- cimetière : sépulture de l'ingénieur concepteur du pont de Sauveterre et d'Edmond Gourlat, consul de France et personnalité locale.

## Pour approfondir